# Биатлон на Зимској универзијади 2013.
Такмичење у биатлону на Зимској универзијади 2013. одржано је на стази у долини Лаго ди Тезеро од 13. до 20. децембра 2013.
Такмичење је одржано у 9 дисциплина по 4 женске и мушке и у мешовотој штафети.

## Дисциплине
На играма у Ванкуверу 2010. у биатлон се такмичило у десет дисциплина, пет мушких и пет женских.
| Мушкарци                               | Жене                  |
| -------------------------------------- | --------------------- |
| Спринт 10 км                           | Спринт 7,5 км         |
| Потера 12,5 км                         | Потера 10 км          |
| Масовни старт 15 км                    | Масовни старт 12,5 км |
| Појединачно 20 км                      | Појединачно 15 км     |
| Мешовита штафета 2 x 6 км + 2 x 7,5 км |                       |

## Распоред такмичења
| Датум                        | Старт | Дисциплина                             |
| ---------------------------- | ----- | -------------------------------------- |
| Петак 13. децембар 2013.     | 10:15 | Појединачно 20 км мушкарци             |
| Петак 13. децембар 2013.     | 13:15 | Појединачно 15 км жене                 |
| Недеља 15. децембар 2013.    | 9:45  | Спринт 10 км мушкарци                  |
| Недеља 15. децембар 2013.    | 12:35 | Спринт 7,5 км жене                     |
| Понедељак 16. децембар 2013. | 10:45 | Потера 12,5 км мушкарци                |
| Понедељак 16. децембар 2013. | 12:25 | Потера 10 км жене                      |
| Среда 18. децембар 2013.     | 11:00 | Мешовита штафета 2 x 6 км + 2 x 7,5 км |
| Петак 20. децембар 2013.     | 11:00 | Масовни старт 15 км мушкарци           |
| Петак 20. децембар 2013.     | 12:30 | Масовни старт 12,5 км жене             |

## Освајачи медаља

### Мушкарци
| Дисциплина          |                              | Резултат |                             | Резултат |                               | Резултат |
| Спринт 10 км детаљи | Миланко Петровић Србија      | 25:29,5  | Виталиј Килчицки · Украјина | 25:33,0  | Дмитро Придручњи · Украјина   | 25:38,2  |
| Потера 12,5 км      | Александар Печенкин · Русија | 35:09,9  | Sergei Kliachin · Русија    | 35:10,3  | Алексеј Алмоуков · Аустралија | 35:10,7  |
| Масовни старт 15 км | Дмитро Придручњи · Украјина  | 39:00,8  | Томаш Крупчик · Чешка       | 39:29,2  | Dmitrii Elkhin · Русија       | 39:31,3  |
| Појединачно 20 км   | Sergei Kliachin · Русија     | 51:56,7  | Aleksandr Mingalev · Русија | 53:28,0  | Миланко Петровић Србија       | 53:36,1  |

### Жене
| Дисциплина            |                                     | Резултат |                                     | Резултат |                             | Резултат |
| Спринт 7,5 км детаљи  | Вероника Новаковска-Земњак · Пољска | 22:44,8  | Моника Хојниш · Пољска              | 22:55,4  | Татјана Семенова · Русија   | 23:31,2  |
| Потера 10 км          | Вероника Новаковска-Земњак · Пољска | 33:05,6  | Моника Хојниш · Пољска              | 33:31,7  | Татјана Семенова · Русија   | 33:46,3  |
| Масовни старт 12,5 км | Јитка Ландова · Чешка}              | 38:41,8  | Вероника Новаковска-Земњак · Пољска | 38:42,0  | Iryna Varvynets · Украјина} | 39:37,8  |
| Појединачно 15 км     | Наталија Прекопова · Словачка       | 47:38,9  | Вероника Новаковска-Земњак · Пољска | 47:53,5  | Јитка Ландова · Чешка}      | 48:00,2  |

### Мешовита штафета
| Дисциплина                             |                                                                                     | Резултат  |                                                                                | Резултат  |                                                                     | Резултат  |
| Мешовита штафета 2 x 6 км + 2 x 7,5 км | Русија · Лариса Јунецова · Татјана Семенова · Sergei Kliachin · Александар Печенкин | 1:18:25,6 | Украјина · Iryna Varvynets · Iana Bondar · Виталиј Килчицки · Дмитро Придручњи | 1:19:54,5 | Чешка · Јитка Ландова · Кристина Черна · Michal Zak · Томаш Крупчил | 1:20:58,2 |

## Биланс медаља
| Медаље земље домаћина |

| Плас. | Земља      |   |   |   |    |
| ----- | ---------- | - | - | - | -- |
| 1.    | Русија     | 2 | 2 | 1 | 5  |
| 2.    | Украјина   | 1 | 1 | 1 | 3  |
| 3.    | Србија     | 1 | 0 | 1 | 2  |
| 4.    | Чешка      | 0 | 1 | 0 | 1  |
| 5.    | Аустралија | 0 | 0 | 1 | 1  |
|       | Укупно (5) | 4 | 4 | 4 | 12 |

| Плас. | Земља      |   |   |   |    |
| ----- | ---------- | - | - | - | -- |
| 1.    | Пољска     | 2 | 4 | 0 | 6  |
| 2.    | Чешка      | 1 | 0 | 1 | 2  |
| 3.    | Словачка   | 1 | 0 | 0 | 1  |
| 4.    | Русија     | 0 | 0 | 2 | 2  |
| 5.    | Украјина   | 0 | 0 | 1 | 1  |
|       | Укупно (5) | 4 | 4 | 4 | 12 |

### Биланс медаља, укупно
| Плас. | Земља      |   |   |   |    |
| ----- | ---------- | - | - | - | -- |
| 1.    | Русија     | 3 | 2 | 3 | 8  |
| 2.    | Пољска     | 2 | 4 | 0 | 6  |
| 3.    | Украјина   | 1 | 2 | 2 | 5  |
| 4.    | Чешка      | 1 | 1 | 2 | 4  |
| 5.    | Србија     | 1 | 0 | 1 | 2  |
| 6.    | Словачка   | 1 | 0 | 0 | 1  |
| 6.    | Аустралија | 0 | 0 | 1 | 1  |
|       | Укупно (7) | 9 | 9 | 9 | 27 |

- Разлика између збира медаља мушкараца и жене и укупоног броја медаља разликује се за 3 медаље (по једна од сваке врсте), јер медаље из трке  мешовитих штафета нису приказане у појединачним билансима, него само у укупном.